# Margrethe Sogn (Københavns Kommune)
 For alternative betydninger, se Margrethe Sogn. (Se også artikler, som begynder med Margrethe Sogn)
Margrethe Sogn var et sogn i Valby-Vanløse Provsti (Københavns Stift). Sognet lå i Københavns Kommune; indtil Kommunalreformen i 1970 lå det i Sokkelund Herred (Københavns Amt). 
Sognet blev udskilt fra Vigerslev Sogn som selvstændigt sogn 1. april 1965. Pastor Johanne Andersen var sognets første præst og desuden den første kvindelige præst i Danmark. 
Ved sognets oprettelse var der en vandrekirke, men bl.a. på initiativ af Johanne Andersen opførtes en ny kirke: Margrethekirken.
Sognet blev 1. januar 2016 sammenlagt med Johannes Døbers Sogn under navnet Valby Søndre Sogn.